# Великі Коряки
Великі Коряки (рос. Большие Коряки) — присілок Велізького району Смоленської області Росії. Входить до складу Печенковського сільського поселення.
Населення — 12 осіб (2007 рік).